# ムハンマド・ガブドゥルハイ・クルバンガリー
ムハンマド・ガブドゥルハイ・クルバンガリー（バシキール語: Мөхәмәтғәбделхәй Ғәбиҙулла улы Ҡорбанғәлиев, トルコ語: Mehmet Abdülhay Kurbanali, ロシア語: Мухаммед Габдулхай Курбангалиев, 1889年-1972年8月22日）は、ロシア出身のバシキール人政治指導者。ロシア革命時に白軍と結んで赤軍に抵抗した後、日本に亡命。日本におけるムスリムコミュニティの指導者として活躍し、東京モスクの設立にも尽力したことで知られる。

## 略歴

### バシキール民族運動
クルバンガリーは、1889年にロシア帝国のオレンブルク県チェリャビンスク郡に生まれた。当地で有名なイシャーンであった父と共に、宗教活動に携わった。
1917年にロシア革命が起きると、クルバンガリーは、バシキール民族運動に身を投じた。1917年5月に全ロシア・ムスリム大会が開かれると、バシキール人代表団はタタール人の主導で進められる大会に反発し、バシキリアの領域自治を掲げて自立化に向かった。アフメト・ゼキ・ヴェリディに率いられたバシキール人の主流派は、白軍のコルチャーク派について、赤軍と戦った。
一方、クルバンガリーは、主流派のヴェリディと対立して、領域自治、土地社会化に反対。文化的自治を主張し、バシキール人独自の宗務局の設立を求めた。1919年にヴェリディが赤軍側に寝返ると、クルバンガリーは白軍のコルチャーク側に留まり、1920年のコルチャークの敗死後は、日本軍の仲介でチタのセミョーノフの元に身を寄せた。

### 日本での活動

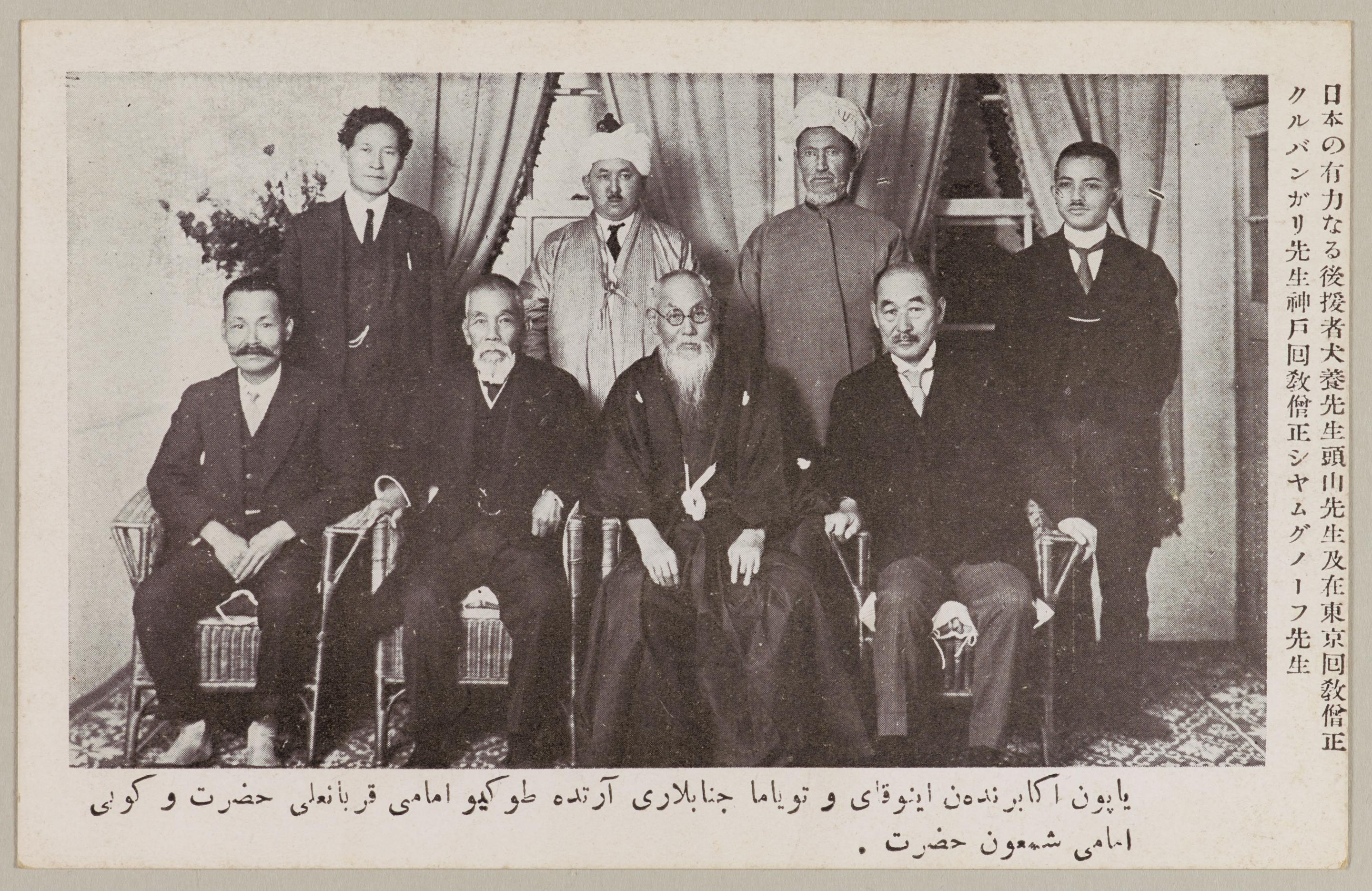
1930年代前半に撮影された写真。後列左から2番目がクルバンガリー。（前列左から、五百木良三、犬養毅、頭山満、古島一雄、後列左から、足羽清美、マビヤル・シャムグノフ（神戸モスクのタタール人イマーム）、嶋野三郎）

セミョーノフの支援を行っていた日本陸軍は、1920年の初めからクルバンガリーとも接触しており、満洲に亡命してきたクルバンガリーを保護したほか、1920年12月、1921年1月の2回に渡り、日本のハルビン特務機関長四王天延孝を介して、クルバンガリーを訪日させた。東京では、満鉄初代総裁で日露協会会長の後藤新平や、大隈重信とクルバンガリーの会見も行われた。
一方でクルバンガリーも、自らの反ソ活動への支援を求めて日本に接近した。1922年1月から、満鉄調査部の嘱託として採用され、1924年からは東京に移住し、活動拠点を日本に移した。当時、ロシア内戦から日本に逃れてきた白系ロシア人の中に、タタール人等のムスリム亡命者も多く含まれていた。クルバンガリーは、イマームとしてタタール人コミュニティを指導する一方、陸軍、政財界、黒龍会等の民間右翼団体に接近して、反ソ運動への支援を呼びかけた。
クルバンガリーは、1924年に在京ムスリムを糾合して「東京回教団（トルコ語: Mahalle-i İslamiye）」を結成。1930年には、渋谷区富ヶ谷に「回教学校（トルコ語: Mekteb-i İslamiye）」を開校し、在京タタール人子弟へのイスラーム教育、タタール語教育を行った。また、「回教印刷所（トルコ語: Matbaa-i İslamiye）」を同校に併設して、クルアーン、タタール語書籍の出版を行った。同印刷所では、雑誌『日本通報（トルコ語：Yapon Muhbiri）』や、新聞『真理の宣言（トルコ語: İlan-ı Hakikat）』も印刷され、日本内地、朝鮮、満洲などに居住する極東タタール人コミュニティをはじめとして、世界33カ国のムスリム向けに配布された。
また、クルバンガリーは、東京にモスクを建設する運動を行い、日本人有力者への協力を求めて活発にロビー活動を行った。東京モスクの建設費用や、渋谷区代々木上原大山町に確保した建設用地は、元三菱銀行会長の瀬下清をはじめとする日本人有力者による寄付で賄われた。1937年10月に行われたモスクの起工式では、玄洋社の頭山満、川島義之陸軍大将、山本英輔海軍大将、小笠原長生海軍中将ら、陸海軍の重鎮が来賓として招かれた。
こうした軍部の手厚い支援の背景には、大陸で勢力拡大を進めていた陸軍が、現地のムスリム住民への政治工作を行う上での足がかりとして、在日ムスリム社会の役割を重視していたためといわれる。特に、1930年代後半以降、日本軍が華北一帯を勢力下に収め、その政治工作範囲がムスリム住民の多い陝西、甘粛、新疆の各省に拡大すると、軍部の在日ムスリム社会への関心も急速に高まっていった。

### 対立から追放へ
クルバンガリーは、在日タタール人を組織し、その影響力は日本の軍部にも及んだが、東京回教団内部には、その強引な手法を批判する反対派も生じていた。1933年には、タタール人活動家のガヤズ・イスハキーが来日し、「イディル・ウラル・トルコ・タタール文化協会」を設立すると、在日タタール人社会は、クルバンガリー派とイスハキー派の二派に分かれて激しく対立した。前者は陸軍、警察、民間右翼団体の、後者はトルコ共和国大使館、神戸のインド系ムスリムの支持を受けていた。この対立は、1934年2月11日に、神田区岩本町にある和泉橋倶楽部にてイスハキーが行っていた講演会をクルバンガリー派が襲撃し、多くの負傷者を出すまでにエスカレートした。在日ムスリム社会の対立解消を求める外務、陸軍、海軍の各省はこれを問題視し、クルバンガリーの追放と、その後継にアブデュルレシト・イブラヒムを据えることを決定した。
1938年5月5日に、クルバンガリーはスパイ容疑で警察に逮捕され、国外退去を求められた。クルバンガリーは、6月14日に東京を発って、大連に向かった。逮捕直後の同年5月12日には、クルバンガリーが中心となって建設を進めてきた東京モスクの竣工式が予定されていたが、クルバンガリーが出席することは叶わなかった。竣工式は、頭山満、葛生能久ら日本人の主導で進められ、イブラヒムがイマームとして礼拝を取り仕切ることとなった。在日ムスリム組織の一本化を求める陸軍の意向を受け、6月には東京回教団は解散し、イブラヒムを団長とする「東京イスラム教団」が新たに設立された。
追放後のクルバンガリーは、大連、奉天で満鉄調査部の活動に協力したが、現地のタタール人社会に溶け込むこともできず、その影響力は限られていた。妻子を東京に残したクルバンガリーは、その後も頭山らを通して東京への帰還要請を行っていたが、日本政府はこれを認めなかった。
1945年8月にソ連が対日参戦をすると、満洲にてソ連軍にセミョーノフらとともに逮捕され、1955年まで、モスクワ東方のウラジーミル中央刑務所で収容生活を送った。釈放後は、チェリャビンスクの親類に身を寄せ、宗教指導者として余生を過ごし、1972年に死去した。